# Jindi He
Jindi He är ett vattendrag i Kina. Det ligger i den centrala delen av landet, 400 km söder om huvudstaden Peking.